# Man Enters the Cosmos
Man Enters the Cosmos é uma escultura de bronze fundido, feita por Henry Moore, que está localizada na margem do lago Michigan junto ao Planetário Adler na área do Campus do Museu, no centro de Chicago, condado de Cook, no estado de Illinois, Estados Unidos. O planetário, que é um Marco Histórico Nacional e listado no Registro Nacional de Lugares Históricos, localiza-se em Near South Side, uma área comunitária de Chicago. A escultura de Moore é um relógio solar equatorial funcional criado em 1980 e que mede aproximadamente 4 m (13,1 ft). Anteriormente o relógio solar localizava-se um pouco mais ao sul, à margem da praça principal de entrada para o Planetário, mas atualmente situa-se diretamente às margens do lago. A obra é uma cópia de uma composição criada primeira vez na década de 1960 para os escritórios do jornal The Times em Printing House Square, Londres, e, segundo a Fundação Henry Moore, intitulada Sundial 1965-66.

## Detalhes

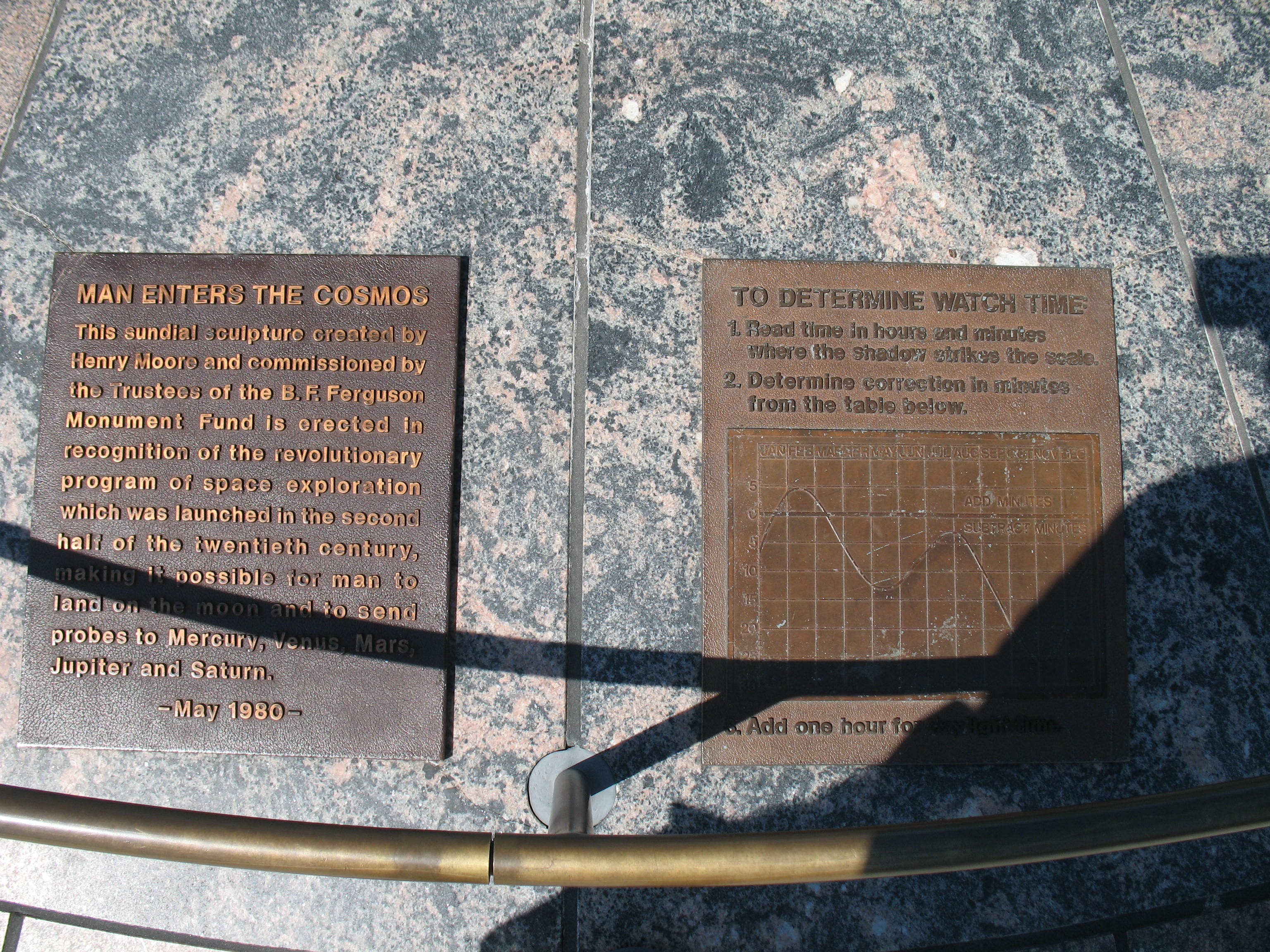
Placas que explicam o significado e o uso da escultura

O relógio de sol tem duas placas em sua base. A placa da esquerda é comemorativa e menciona o beneficiário e o propósito da escultura. O beneficiário da escultura foi o fundo do Monumento de Benjamin F. Ferguson, que encomendou várias obras de arte em Chicago. A maioria das obras encomendadas pelo Fundo Ferguson, tal como Fountain of the Great Lakes, estão alojadas no Instituto de Artes de Chicago ou em outros lugares do Grant Park. O objetivo da comissão era reconhecer o programa de exploração espacial. Por sua vez, a placa à direita é uma tabela de equação do tempo que serve para corrigir as diferenças de tempo causadas pela inclinação axial da Terra, assim como a sua excentricidade orbital. Apesar da placa corrigir a precisão do relógio com esta informação adicional, a equação do cronograma não corrige as mudanças causadas pelo horário de verão.
Como a maioria das obras de Moore concluídas após 1954, a técnica utilizada nesta foi modelada, em vez da escultura direta. Man Enters the Cosmos é composta por dois semicírculos de bronze postos perpendicularmente um sobre o outro e uma fina haste de bronze que se estende pelas extremidades do semicírculo externo, servindo como o gnômon (indicador). O relógio de sol equatorial da corda deriva seu nome da aparência das sombras do gnômon, que se assemelha a uma corda de arco. A sombra da haste se projeta no semicírculo interno, que serve como a face de discagem (ou placa de discagem), para marcar a hora do dia em que há luz solar suficiente para produzir sombras.

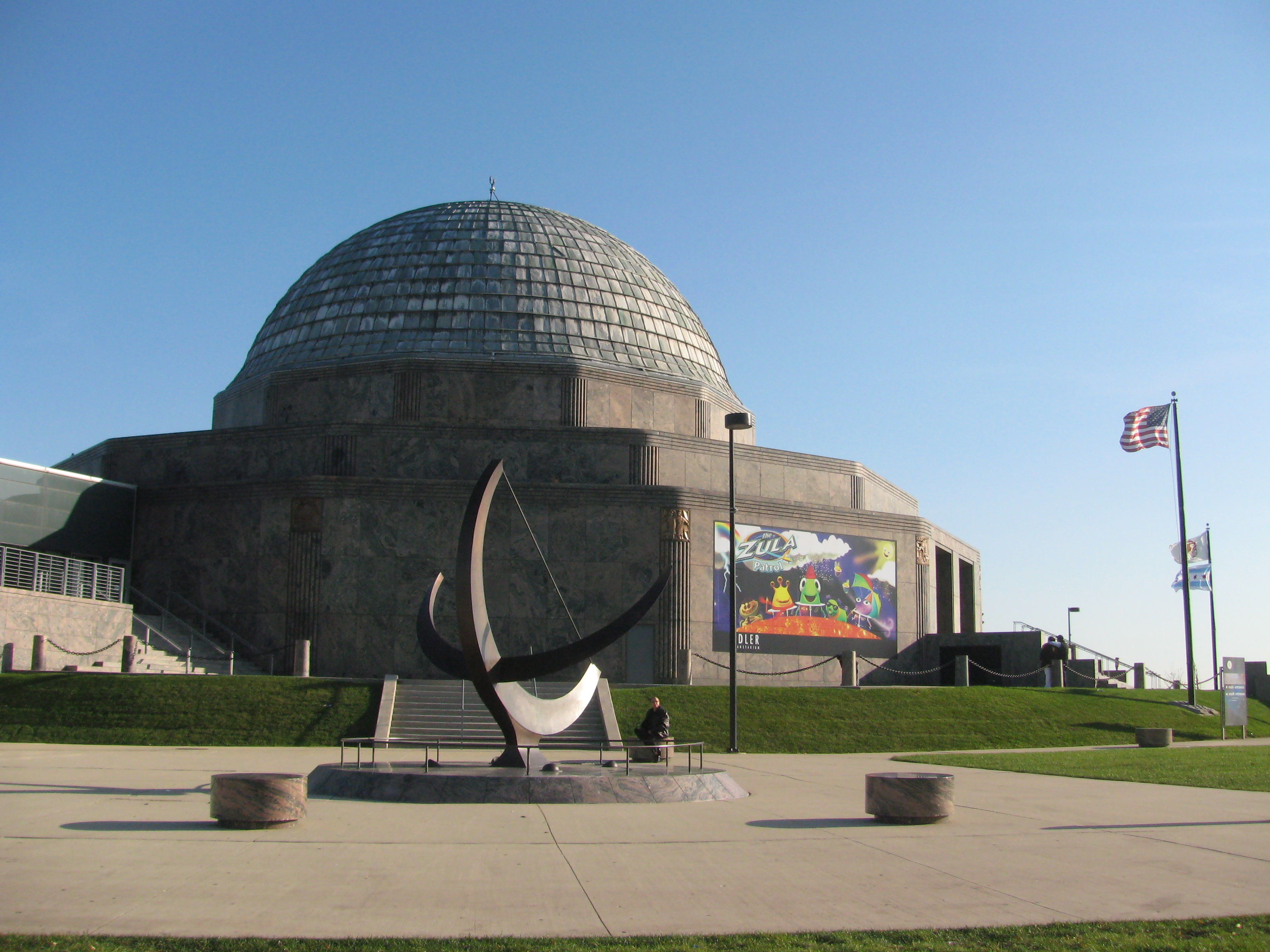
Vista da escultura com o planetário em segundo plano

Ao longo do ano, diferentes setores da haste servem como um modelo, que faz parte do gnômon que indica o tempo mostrando sua sombra no marcador. No solstício de verão, quando o Sol está em seu nível máximo (acima do plano equatorial), o modelo está mais próximo do topo da haste e no solstício de inverno, quando o sol é mais baixo, próximo do nível inferior. Nos equinócios, quando o Sol está no plano equatorial, o modelo, que é paralelo ao eixo de rotação da Terra, está exatamente no centro do comprimento da haste.
Este tipo de relógio de sol é conhecido como equatorial porque o plano da face do mostrador é paralelo ao plano equatorial da Terra. Dois exemplos primários de relógios solares equatoriais modificados são: os equatoriais de corda de arco e os de esferas armilares. Ambos os relógios equatoriais modificados podem ser lidos durante todo o ano na mesma superfície, independentemente se o Sol está acima ou abaixo do plano equatorial, enquanto um relógio solar equatorial padrão muda de lado com cada equinócio, e é praticamente ilegível perto dos equinócios quando o Sol se localiza no plano equatorial.
Entre 1997 e 1999, o Planetário Adler adicionou um pavilhão à arquitetura original de 1930. Quando isso aconteceu, as estradas foram movidas e o relógio de sol foi movido para sua localização atual. A moção foi realizada por empreiteiros do Planetário Adler em duas fases. Primeiro, a escultura foi removida e colocada num armazenamento para abrir caminho para a estrada atual e posteriormente transferida para sua posição atual depois que a nova estrada foi construída e a velha estrada foi substituída por uma passagem. Atualmente, uma volta em forma de U atravessa a localização original do relógio, que está localizado na passarela que substituiu a estrada anterior que circulava pelo planetário. A nova localização e a volta podem ser vistos em um mapa do campus do museu. Esta construção foi contemporânea com um orçamento de 100 milhões de dólares, que reconfigurou o tráfego ao redor do local e provocou a movimentação da Lake Shore Drive em meados da década de 1990.

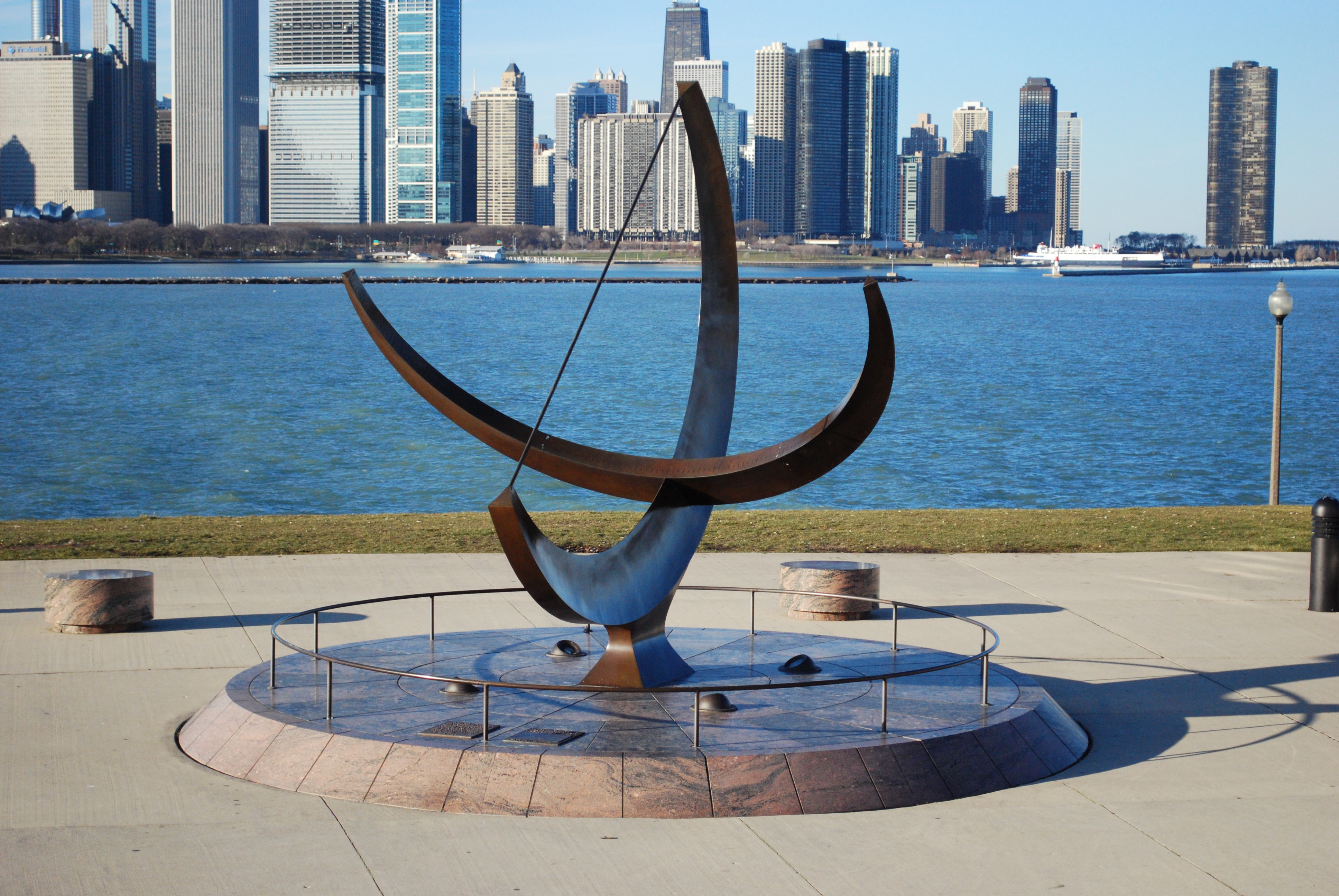
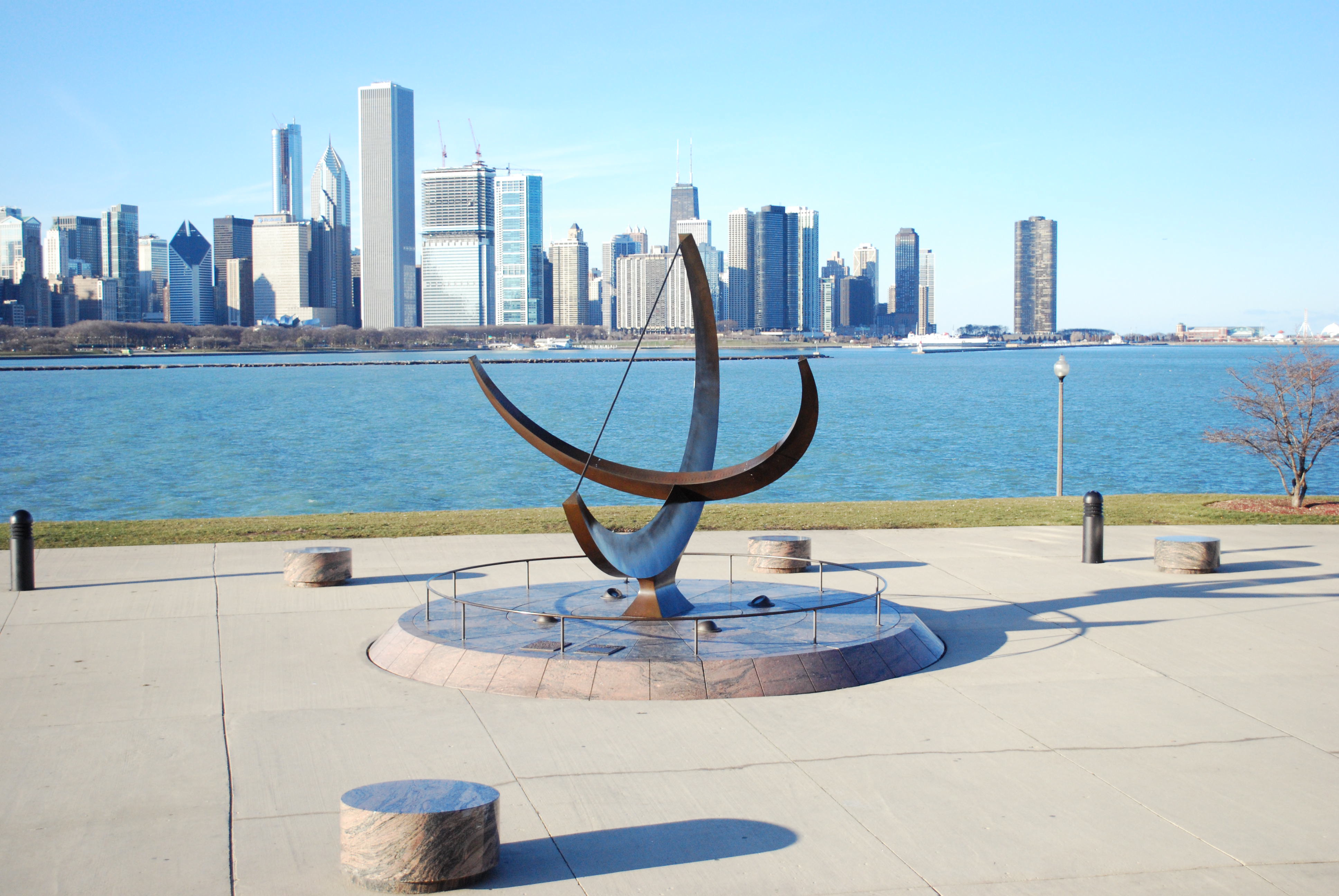
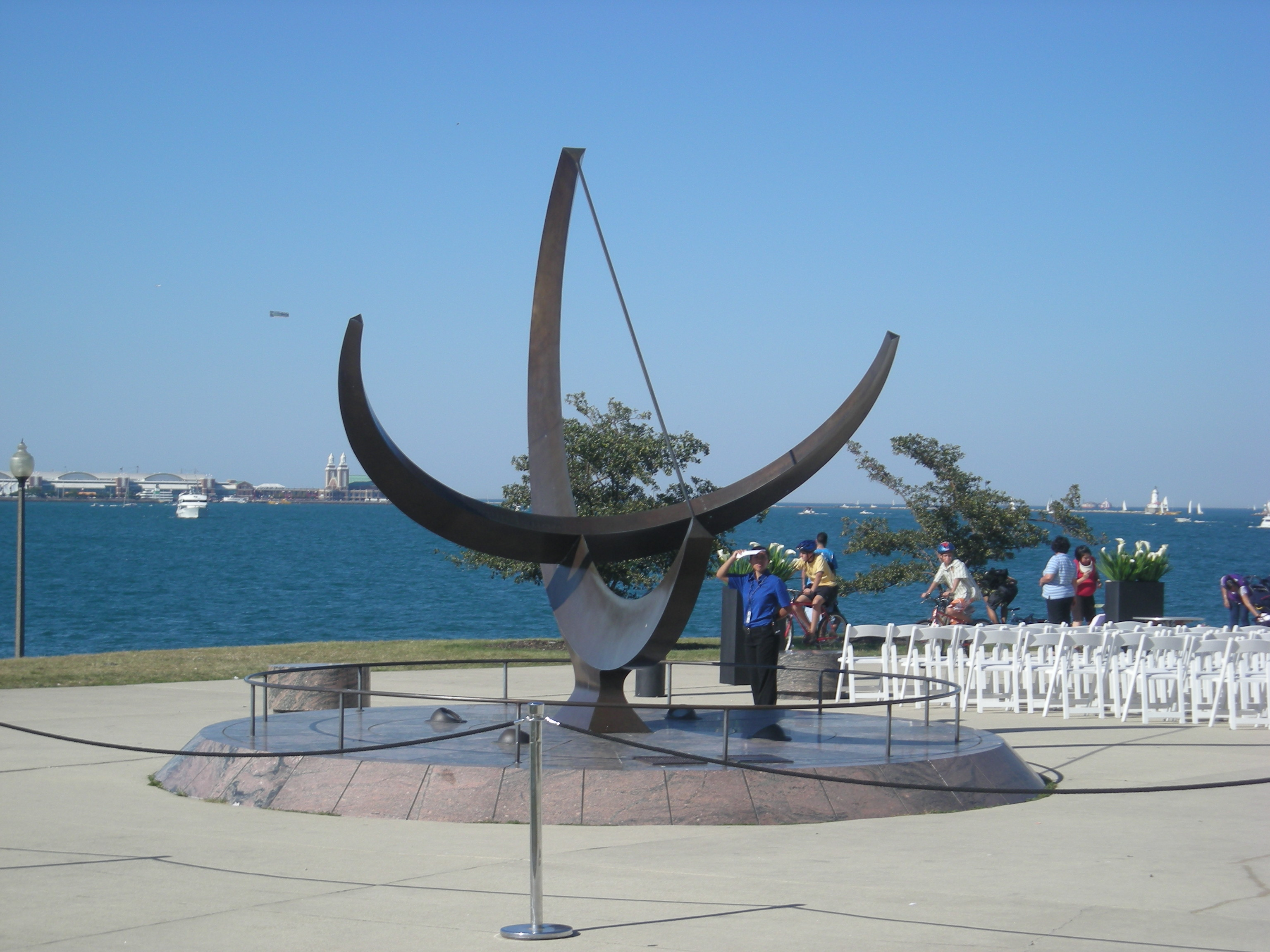
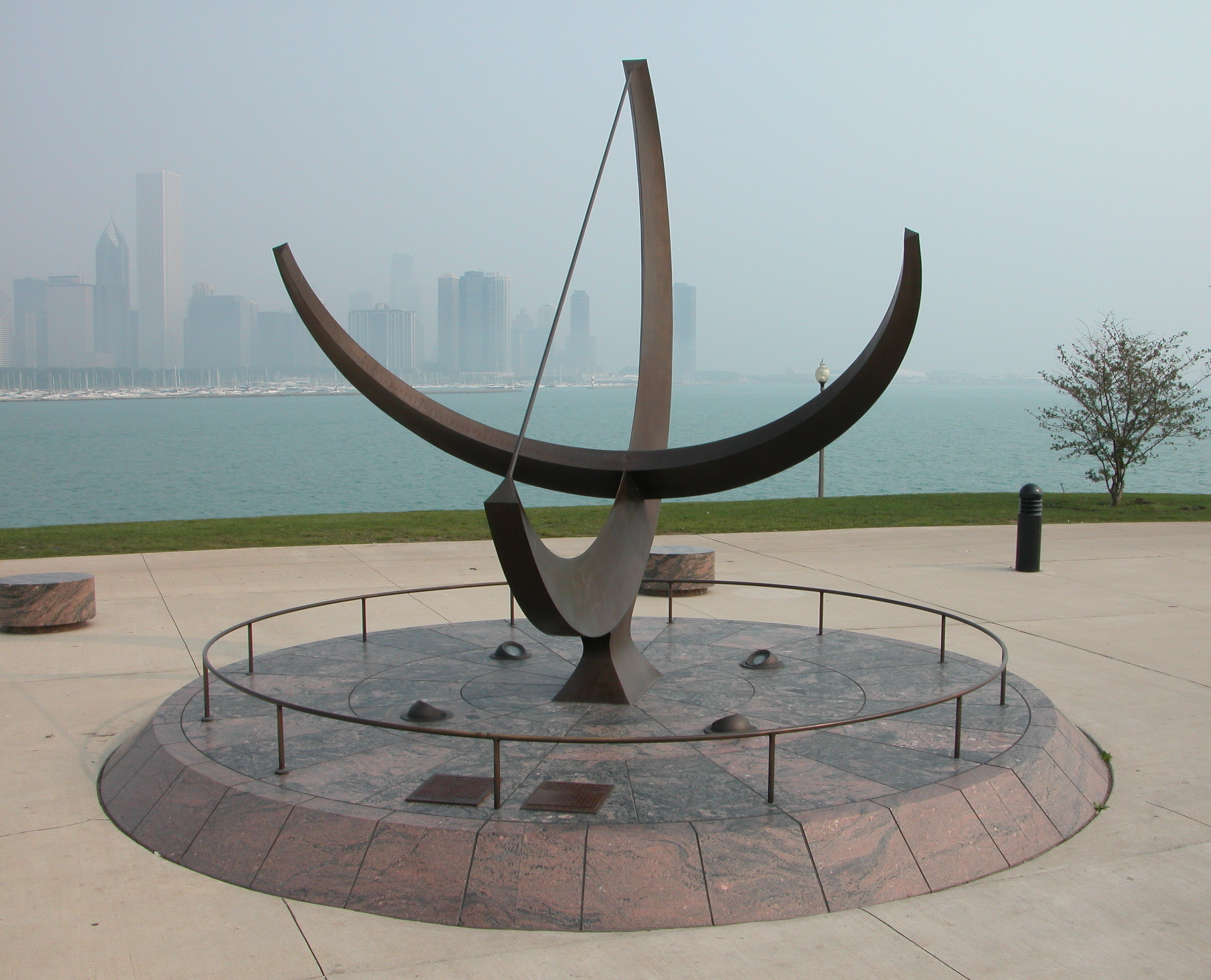

## Moore em Chicago
Quando Moore estava vivo, orgulhava-se de ver as suas esculturas em ambientes públicos. Ele disse uma vez que preferiria ver suas esculturas em qualquer paisagem pública, do que nos mais belos edifícios que conhecia. Incluindo Man Enters the Cosmos, Moore tem um total de quatro esculturas públicas em exibição que estão listadas no Sistema de Informação de Pesquisa do Instituto Smithsoniano (SIRIS); todas as esculturas são de bronze e estão localizadas em Chicago. Sua obra Nuclear Energy está situada no campus da Universidade de Chicago no local da primeira reação nuclear autossustentável, Chicago Pile-1, que encontra-se no Registro Nacional de Lugares Históricos e está listada como Marco Histórico Nacional, assim como Marco de Chicago. Outras obras em Chicago incluem Large Interior Form, que está localizada no jardim norte do Instituto de Artes de Chicago e Reclining Figure, uma escultura que atualmente está emprestada à Universidade de Chicago e localizada no pátio do Centro de Arte Cochrane-Woods. A Fundação Henry Moore lista várias outras obras em Chicago, localizadas em prédios como o Instituto de Artes de Chicago e o Museu de Arte Inteligente.